# Інтернет-шоу (фільм)
Інтернет-шоу (рос. Интернет-шоу) — короткометражний документальний фільм латвійського режисера Анджея Гавриша, присвячений створенню інтернет-шоу «This is Хорошо».

## Сюжет
У фільмі розповідається про трьох друзів з Риги, авторів інтернет-шоу «This is Хорошо», Стаса (Стас Давидов), Віталія (Віталій Голованов) і Сергія (Сергій Федоренко), які, без грошей, в домашніх умовах почали виробництво своєї передачі, яка за рік стала найбільшим в Латвії і одним з найбільших в Росії відеоблогів. Фільм розповідає про всі тонкощі роботи над Інтернет-проектом: починаючи з написання сценарію і закінчуючи процесом зйомок і монтажу.

## Релізи
- 21 вересня 2012 року в залі «Kino Citadele» в Ризі пройшов перший показ фільму.

- 10 лютого 2013 роки фільм був показаний через інтернет-трансляцію на каналі «This is Хорошо» на YouTube.